# Дойренци
До̀йренци е село в Северна България. Намира се в община Ловеч, област Ловеч.

## География
Дойренци е едно от големите села в Ловешка област. Намира се, където северните склонове на Стара планина преминават в Дунавската равнина, а река Осъм тече бавно към Дунав.
Географското положение на селото по Гринуич се определя на 24 градуса и 43 минути източна дължина и по екватор 43 градуса и 8 минути северна ширина и е на 120 м над морското равнище. Средната годишна температура е 11,2 °С. Разликата между най-високата и най-ниската температури е повече от 20 °С, което показва умерено континентален климат. Количеството на валежите през годината е 650 литра на квадратен метър. Най-много валежи падат през пролетта – 221 l/m².
То е разположено на левия бряг на река Осъм, на 15 км североизточно от град Ловеч. Събрано е в низина между два не много високи хълма. Най-близкото до него село е Йоглав, което се намира на два километра в югозападна посока. Землището му заема хълмиста равнина, граничещо на изток с александровското и деветашкото землище. На запад землището достига с. Слатина и с. Горан. На север то опира със землището на с. Дренов и Владиня. На юг граничи със селата Деветаки и с. Тепава. В тази част от Дойренската котловина минава железопътна линия, свързваща Троян с Левски. Гарата на селото се намира на 800 м от селото. Първият влак е пристигнал на гарата на 27 ноември 1926 г. Землището на селото заема 40623 дка. Почвата в западната му част е чернозем, по поречието на река Осъм – наносна (песъчливо-глинеста), в останалата част е кафяво-горска. В горите растат габър, леска, осен, люляк, дъб, акация и др. В обработваемите площи се отглеждат пшеница, царевица, грозде, плодове, зеленчуци, слънчоглед, захарно цвекло и др. Районът е богат на полезен дивеч: заяк, фазан и др.
Напояването на земята става чрез река Осъм, малки рекички, язовир, кладенци и др. Ширината на реката е 10 – 15 м и е дълбока от 0,50 м до 4 м. В нея се лови шаран, сом, мряна, скобар и други видове риба. Тя задоволява населението с доброкачествен пясък и баластра. На границата между деветашкото и дойренско землище се намират големи пластове варовик.

## Население
Численост и дял на етническите групи според преброяването на населението през 2011 г.:
|                     | Численост | Дял (в %) |
| Общо                | 1156      | 100,00    |
| Българи             | 951       | 82,26     |
| Турци               | 105       | 9,08      |
| Цигани              | 26        | 2,24      |
| Други               | 4         | 0,34      |
| Не се самоопределят | 3         | 0,25      |
| Неотговорили        | 67        | 5,79      |

## Личности
Жертви във войните:
- Балканска война (1912 – 1913) – 18 загинали,
- Междусъюзническа война (1913) – 13 загинали
- Първа световна война (1915 – 1918) – 34 загинали
- Втора световна война (1944 – 1945) – 9 загинали
- Съпротивително движение (1941 – 1944) по време на Втората световна война: Партизани – 8; загинали:партизани – 1, ятаци – 9; осъдени по ЗЗД – 17; концлагеристи – 9

Личности в областите наука, образование, култура, политика и икономика:
- д-р Тотка Вълева Ангелова, лекар
- инж. Вълко Василев Присадашки, геодезист
- д-р Цонко Дойчев, лекар
- Тодор Николаев Попов, архитект
- Иван Петров Николов, архитект
- Георги Свежин, писател
- Петър Лаловски, поет
- Николай Драганов, писател
- Радка Пенева (Конфорти), оперна певица-сопран
- Петко Петков, естраден певец от група Трамвай номер 5
- Професор Недялка Петкова Царевска, завеждащ Катедра в Минно-геоложкия университет, София
- Професор Сима Иванова, преподавател в Държавна музикална академия
- Професор, доктор Тамара Ганчева
- Професор, доктор Димитър Трифонов, историк
- Професор, доктор Петър Горанов, историк
- Гриша Филипов, политик, министър-председател на 74 – то правителство на България
- Професор Коста Иванов Станчев, метеоролог
- Никола Маринов, полковник
- Цанко Начков Гатев (Борис), партизанин от Партизански отряд „Христо Кърпачев“, загинал на 8 януари 1944 г.
- Янко Димитров Серкеджиев, доцент, доктор на философските науки, комунист
- Професор, доктор Стоян Петков Маринов – преподавател в катедра „Икономика и организация на туризма“ в Икономически университет-Варна
- Димитър Аджарски, учител, поет и писател
- Заслужил деятел на културата Атанас Маринов Атанасов (бивш главен редактор на окръжния вестник и писател)
- Деятел на културата Христо Хараланов
- Красимир Генов – старши инспектор в териториална дирекция на Агенция „Митници“, Митнически пункт Калотина.

## Култура
В духа на всенародния юбилей – 150 години читалищно дело в България, през октомври 2006 г. се чества и 100-годишнината на народно читалище „Просвета“ в селото.
Читалището възниква по инициатива на група прогресивни учители (повечето социалисти): Христо Тотев, Стоян Петков /Калуша/, Христо Моралиев и др. Те го оформят организационно през 1905 – 1906 г. и го наричат „Пробуда“.
Учредителите си поставят за цел, чрез раздаване на книги, уреждане на утра и вечеринки да работят за културното пробуждане на дойренчани. Първата пиеса, която изнасят в коридора на училището, е „Многострадална Геновева“. През 1910 – 1911 г. представят „Доктор по неволя“, „Нещастна фамилия“ и др. Балканската, Междусъюзническата и Първата световна война спират дейността на читалището. Председателят Христо Тотев и секретарят Стоян Петков /Калуша/ са убити на фронта, а други членове са ранени и осакатени.
В следвоенната криза (1918 – 1924 г.) се правят неуспешни опити за продължаване дейността на читалището. Едва на 30 октомври 1927 г. Димитър Аджарски – директор на училище „Христо Ботев“, с 19 учители и по-издигнати селяни възстановяват читалището под ново име „Просвета“. Избира се ръководство в състав: председател Димитър Аджарски, подпредседател Петър Николов, секретар‐касиер Иван Хинков, библиотекар Атанас Попов и членове – Цвятко Н. Лалов и Горан Хр. Савов. Голяма помощ на читалищното ръководство оказват учителите Дамян Серкджиев, Николай П. Петров, Марин Торев, Сава Ангелов и др.
Читалището се настанява в къщата на Георги Хр. Гачев, който е домакин и помощник-библиотекар. С изключение на домакина, всички останали длъжности се изпълняват на обществени начала.
Средствата на читалището се набират чрез месечен членски внос и дарения. По молба на читалищното ръководство, вестници и списания като „Стремление“, „Утро“, „Радикален свят“, „Пчела“ и др. се изпращат безплатно. По този начин стаята на читалището става и читалня, в която всеки дойренчанин може да получи актуална информация. По това време библиотеката има 1500 книги. Най-редовните читатели са учениците.
Председателят на читалище „Просвета“ Димитър Аджарски, учител по български език и музика, за 15 години (1927 – 1941 г.) прави много за разрастване на читалищтната дейност. Още през 1928 г. към училище „Христо Ботев“ е построен салон с над 200 места, сцена и две гримьорни. Това дава възможност за разширяване на театралната дейност. Училището и читалището работят заедно. От името на читалището се подготвят много пиеси. Традиция става дойренските ученици, учещи в Ловешката гимназия „Цар Борис III“, да излизат пред дойренчани с театрални постановки през зимните и пролетните ваканции. Повечето от тях са идейно насочени, с прогресивно съдържание. Заради това полицията често ги забранява. Незабравими са пресъздадените образи от играните по това време пиеси: „Иванко“, „Бащи и синове“, „Йончови ханове“, „Калин орела“, „Хъшове“, „Индже войвода“ и др. По-изтъкнати самодейци са: Атанас Начев, Матей Нейков, Тодор Матеев, Марин Дачев/Бохотски/, а учениците – Димо Панев, Петър Лаловски, Георги Цачев, Христо Хараланов, Марин Генов, Тодор Ненков, Сима Христова, Бонка Щерева /Крачунова/ и др. Голяма помощ за самодейците оказва Иван Петров Николов, студент–архитект, който е режисьор-постановчик на повечето постановки. Негов помощник е самобитният художник Данко Дачев.
Голямо откритие за Аджарски е младата Радка Пенева, която по-късно става прима в Софийска опера.
Наред с театралните представления се организират танцови забави и музикални чествания на Нова година, 3 март, Ден на майката и др. Рецитират се стихове, пеят се революционни песни. На сцената в Дойренци за първи път се запява „Хей Балкан ти роден наш“. Това е дело на младата студентка от Българска държавна консерватория Сима Христова.
Голямо внимание Димитър Аджарски отделя и на музиката. Неговият девиз „Без музика селото не може!“ намира широк отзвук. Много дойренчани дават по една крина жито за закупуване на музикални инструменти. Те излъчват от редиците си 25 души за музиканти, обикновени селяни ‐ орачи, копачи и занаятчии. Диригентът ги обучава нотно и формира една от най-добрата духова музика в Ловешка околия. На събора на народното творчество във Велико Търново дойренската музика взима първо място. Големи успехи постига и създаденият хор в селото.
Председателят на читалището Димитър Аджарски се занимава усилено и с литературна дейност. Издава стихосбирки, книги, редактира вестниците „Мост“. „Гребец“ и др. Под неговото крило в Дойренци на 9 юли 1936 г. се изгражда първият младежки литературен кръг в България – „Младо село“. Той оставя дълбоки следи в културния живот на селото. През 1938 г. излиза първата рожба на този кръг – литературният сборник „Чернозем“. Автори са Георги Свежин, Петър Лаловски, Тотю Теглийски и Гатю Бодрин. Тези млади творци пишат за непосилния селски труд и надеждата за по-добър живот. За открития си трудово-борчески характер „Чернозем“ е конфискуван, а авторите са изключени от Ловешката гимназия „Цар Борис III“. Това не довежда до прекратяване на литературната дейност в селото. Ето част от стихотворението на Георги Свежин „Песен на селяка“, поместено в „Чернозем“ и станало химн на младоселци:
„Ний се раждаме в полята
ний сред нивите растем –
нашта майка е земята,
тоя роден чернозем.“
Работата на читалището по време на Втората световна война (1939 – 1945 г.) е много ограничена, а от началото на 1944 г. и прекратена. 
С настаняването на 9-а ловна дружина в училището през лятото на 1944 г. читалището прекратява своята дейност. Край на тази ненормална обстановка за него и за всички други органи и организации слага свалянето на демократичната власт на 9 септември 1944 г.
След тази дата настъпва нов етап в развитието на читалище „Просвета“. То масовизира своите инициативи – събрания и сбирки. Участват стотици дойренчани. Със съдействието на БКП, БЗНС и ОФ се решават най-важните читалищни проблеми. През 1949 г. се закупува и монтира прожекционен апарат, което става на трудови начала по инициатива на читалището. Жителите на селото вече могат да гледат документални и художествени филми. Основно се
ремонтира училищният салон през 1968 г. с усилията на всички дойренчани (със средства и трудодни), както и със субсидии от държавата, осигурени със съдействието на Гриша Филипов (министър-председател на Народна република България 1981 – 1986 г.), който е от Дойренци. Официално тя се открива на 23 май 1970 г.
С това се създават благоприятни условия за развитие на просветата и културата в селото. При откриването е представена пиесата на Георги Свежин „Неаполитанска песен“.
В ръководството на читалището са избрани инициативни хора, като Георги Сръбски, Богдан Крачунов, Атанас Георгиев, Христо Николов, Георги Янкулов, Милчо Георгиев, Петър Йорданов. В своята дейност те се опират на широк актив при решаване на въпросите за разгръщане на самодейността, за използване на радиоуредбата, за изучаване на историята на родния край и много други. Като секретар на читалището Георги Сръбски, на основата на проучванията на Дамян Серкеджиев и на документи, написва на машина историята на селото, която по-късно излиза под редакцията на проф. Димитър Трифонов в отделна книга. С името на Георги Сръбски е свързана и всяка културна проява в селото.
В условията на социализма библиотеката в читалището става истинско огнище на просветата. Книжният фонд непрекъснато се увеличава, за да достигне 26 хил. книги през 2005 г. Увеличава се броят и на читателите. Обсъждат се книги на дойренчани и на други автори, изнасят се лекции на разнообразна тематика.
Особено големи успехи отбелязва художествената самодейност. На прегледи и състезания театралният състав е оценяван като малък професионален театър. Пиеси, като
„Дълбоки корени“, „Мечи сън“, „Завръщане“, „Съвест“, са играни в повече от 15 села в Ловешки окръг. С комедията „Милионерът“ на Йордан Йовков колективът изнася през 1966 – 1967 г. 26 спектакъла.
Постижения има и певческият състав. Под ръководството на Богдан Крачунов на I и III републикански фестивал той получава сребърен и бронзов медал. Общо на читалището са връчени 30 грамоти, медали и звания. Само хорът има 3 златни, 1 сребърен и 2 бронзови медали. Богдан Крачунов, Атанас Георгиев, Георги Янкулов, Бонка Крачунова, Петър Русинов и Ненко Тадоров са наградени за дългогодишна читалищна дейност с орден „Кирил и Методий“.
В прехода от социализма към демокрация в цялата страна настъпи духовна криза. Читалището в Дойренци почти не купува книги. Рязко намаляват читателите, замира художествената самодейност. Едва след 14 години, на 17 май 2003 г. по инициатива на Милчо Кънев, Атанас Тодоров, Атанас Маринов, Пенка Маринова, Мария Раева, Милчо Митев (създал етнографски музей) и други 17 души, в селото се учредява „Клуб за културни интереси“, който по-късно е наречен на името на Димитър Аджарски. Основната цел на клуба е да съхрани миналото на селото и да продължи неговите културни интереси.
Клубът прави ежемесечни сбирки за разглеждане на стихове и разкази на негови участници, на излезли произведения на дойренчани и на отдаване на почит на заслужените дейци. Той издава два литературни сборника „Роден чернозем“. Вторият е във формата на алманах – издание на клуба и кметството в с. Дойренци, Ловешка община. Посветен на 70-годишнината от учредяването на първия в страната литературен кръг „Младо село“ и неговите творчески изяви в началото на 1938 г. – младежкия литературен сборник „Чернозем“. Клубът е в тесни връзки със сродни клубове в Ловеч и в с. Врабево. През юни 2007 г. провежда заедно с ловешкия Клуб на дейците на културата, голям концерт-рецитал, посветен на 70-годишния юбилей на „Младо село“.
През 2005 г. се възстановява и певческата традиция. Създава се женска певческа група от 14 души, която бързо укрепва и се утвърждава като един от първите състави в Ловешка област. Тя участва в празника на град Ловеч, в откриването на Ловешкия панаир, във фестивалите във Велико Търново, Априлци и Беклемето, както и на празниците в селата Брестово, Къкрина, Гостиня. От 35 песни, които е подготвила певческата група, най-големи овации хористите получават за песента „Дойренци“.
„Има едно село в Ловешкия край
Дойренци се нарича
Кой не го знае?
Дойренци – мой роден край
За тебе пея аз тоя път.“
Пред 100-годишния юбилей на народно читалище „Просвета“ в с. Дойренци се организира Седмица на културните изяви.